# Torretes d'aigua del mercat i l'escorxador municipal
Les torretes d'aigua del mercat i l'escorxador municipal són un parell de construccions del municipi de Calella (Maresme) incloses a l'Inventari del Patrimoni Arquitectònic de Catalunya.

## Descripció

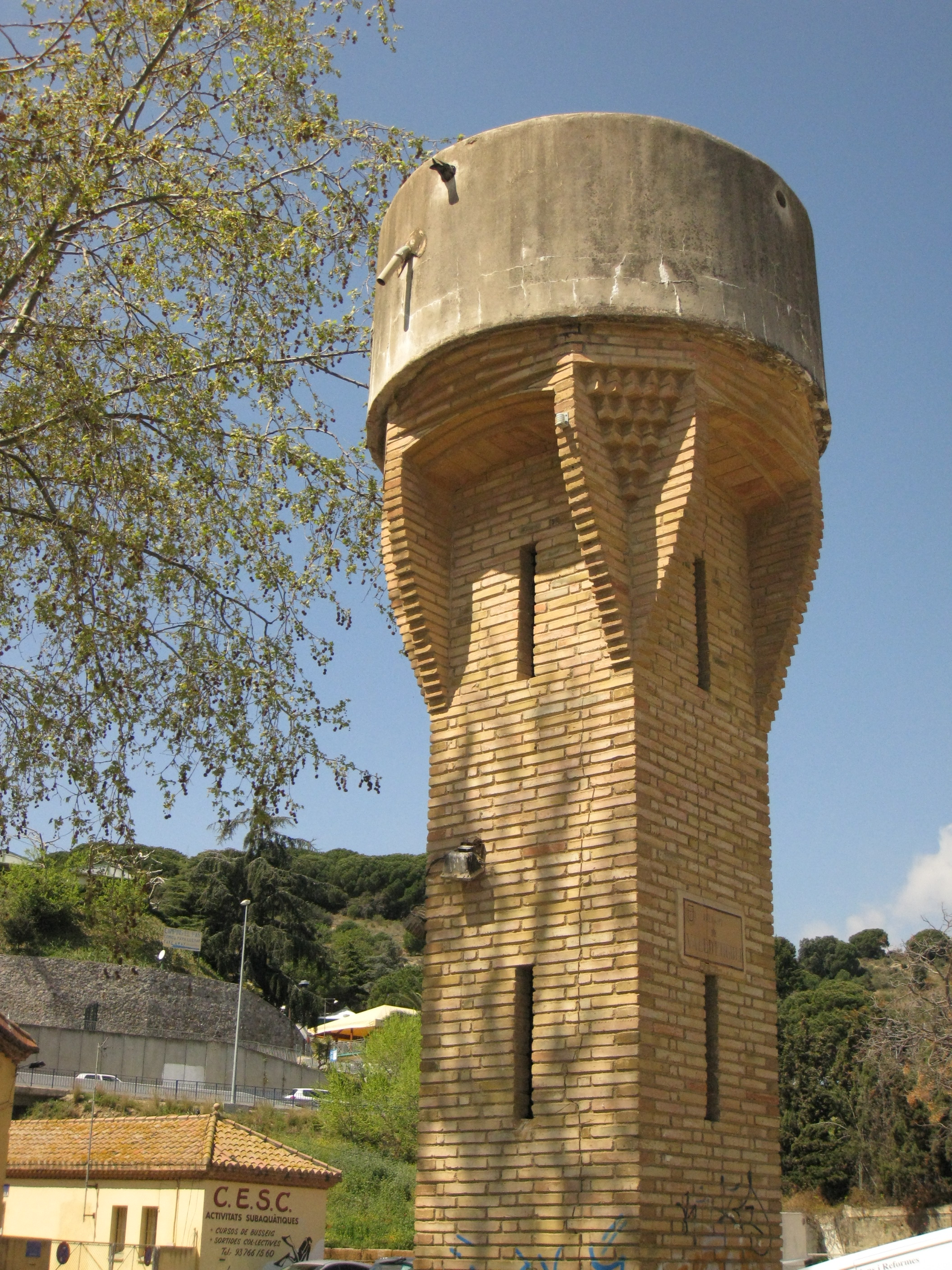
Torre d'aigua de l'escorxador

Torres de proveïment d'aigua al mercat i a l'escorxador. Ambdues fetes a la mateixa època, l'any 1927, quan foren construïts el mercat municipal i l'escorxador sota el projecte de J. Martorell. Aquestes torres aguanten uns grans dipòsits fets de material impermeable. La resta de la torre és feta d'obra vista, fet que contrasta amb el mercat i l'escorxador, arrebossats al gust noucentista. Probablement durant els anys 20, l'obra vista torna a ocupar el seu lloc, a la construcció d'obres de menor importància. Malgrat tot, el seu tractament tècnic i decoratiu no deixa de tenir interès.

## Història
La població de Calella no disposà d'una xarxa de proveïment d'aigua fins ben entrat el s. XX. De fet pels anys 20 es va aprofitar el projecte de proveïment que abastava gairebé tota la costa. Actualment la torre del mercat serveix de W.C. del mercat amb la construcció d'un annex.